# 真相禁區
《真相禁區》（英語：Inside or Outside）是一部2016年中國動作懸疑電影，由四川省熱窩文化傳播有限公司、北京頂峰傳奇影視文化有限公司、北京網智天元科技股份有限公司等聯合出品，麥詠麟執導，任達華、霍建華、張赫、車曉、連凱、高捷、熱依扎、千田愛紗、韓志碩連袂主演。该片集合了动作、喜剧、悬疑、推理、复仇等元素，围绕着“巴纳姆效应”的概念，讲述由“婚外情”引发了一个复杂诡谲的犯罪故事。

## 劇情簡介
區鑒（張赫 飾）的妻子南方（热依扎 飾）生下本不該屬於他的孩子，篤定被戴綠帽的他本想查清孩子來路，卻遭殺手索命，惶惶度日發現一切都是妻子和姦夫的陰謀。 蒙冤入獄5年的謝天佑（霍建華 飾）開始了對區鑒的報復行動，決定利用高智商犯罪奪回本該屬於自己的一切。 在費鑫（任達華 飾）查到區鑒與新進職員唐蟬（千田愛紗 飾）關係微妙同時，南方發現一直為自己鳴不平的好友沈嘉美（车晓 飾）竟是區鑒前妻。 與殺手的對抗，與妻子的周旋，與女職員的邂逅，與前妻的重逢，區鑒深陷危機，每個人的愛裡都隱藏著不為人知的秘密。

## 演員
| 演员     | 角色     | 介紹 |
| 任達華   | 费鑫     | 警探，患有中二病的高智商天才，与仇乐是一对相爱相杀的搭档，接下軟件設計師区鉴的案子。                                                     |
| 霍建華   | 谢天佑   | 蒙冤入狱五年的高智商駭客，一心认定自己的遭遇都是区鉴所为，而欲向其展开更加狠厉的报复。他不惜化身駭客，以高智商犯罪夺回本该属于他的一切。 |
| 霍建華   | 仇乐     | 热血警官、正义警探。 |
| 張赫     | 区鉴     | 一名軟件設計師，也是IT精英，偶然的机会发现女儿可能不是自己亲生，为了揭开事情真相而做调查，随后竟发现自己陷入了阴谋中。                   |
| 热依扎   | 南方     | 知性淑女，儿童文学作家。优雅的面具下藏着阴狠，不信侦探不信警察，只信自己创作的真相，和悲伤童话。                                         |
| 车晓     | 沈嘉美   | 杜比妻子，同时也是区鉴的前妻，一位魅力四射的知性美女。每个人都有不可告人的秘密，一时的逃避，将用一生面对。                               |
| 高捷     | 杜比     | 嘉美老公，居家好男人，黑帮大佬。 |
| 連凱     | 陳朝一   | 接替仇乐的职业警探，正义感十足。 |
| 千田愛紗 | 唐蟬     | |
| 韓志碩   | 韩国少主 | |

## 影片評價
电影《真相禁区》不同于以往的推理电影，是加入了喜剧、动作的元素，在紧张的剧情跌宕中加入更多具有时代感的内容。本片属于动作推理电影，围绕着“巴纳姆效应”的概念展开故事，大量的动作戏和侦探推理是电影的核心内容，炫酷又烧脑。（网易娱乐评）
《真相禁区》作为动作推理片，在故事情节上烧脑指数爆表，多条线索缠绕并行推进，对编剧功力和导演水准要求非常之高，且在剧情上堪称没有弱点，加上动作、喜剧、时尚的元素，让本片成为本年度最值得期待的商业大片之一。
除了颜值保证，《真相禁区》还开拓了国产推理片的新类型，除了逻辑严密的烧脑情节，还有诸多喜剧因素，任达华饰演的角色就是一位“患有中二病的高智商天才”，他与霍建华的搭档闹出了一连串笑话，而张赫、连凯、韩志硕等标准时尚型男，为本片注入了非常时尚的元素，花式造型引爆观众眼球。在动作推理片中讲究时尚，可谓是《真相禁区》的独创，观众在观影时不仅被精彩剧情所吸引，还能得到颜值和装扮的双重视觉享受。（凤凰娱乐评）

## 外部連結
- 真相禁區電影的Facebook專頁
- 互联网电影数据库（IMDb）上《真相禁區》的资料（英文）
- 香港影庫上《真相禁區》的資料（繁體中文）
- 開眼電影網上《真相禁區》的資料（繁體中文）
- 时光网上《真相禁區》的資料（简体中文）
- 豆瓣电影上《真相禁區》的資料 （简体中文）